# Авалян, Эдуард Гайкович
Эдуард Гайкович Авалян (1925—1982) — советский военный, участник Великой Отечественной войны.

## Биография
Родился в 1925 году в городе Ереване Армянской ССР. В 1942 году окончил среднюю школу № 152 Дзержинского района города Баку. В 1942 году поступил в Высшее военно-морское инженерное ордена Ленина училище имени Дзержинского по специальности «Корабельные дизельные установки».
В 1943-44 годах, будучи курсантом, участвовал в боевых операциях на кораблях Северного Флота (в том числе на ТЩ-116). За участие в боевых походах был награждён в 1944 году медалями: «За оборону Советского Заполярья», «За боевые заслуги» и Ушакова. В 1945 году продолжил обучение и в 1947 году окончил с отличием ВВМУ им. Дзержинского.
В 1953—1957 годах — обучение в Военно-морской академии кораблестроения и вооружения им. Крылова (специализация «проектирование подводных лодок»). Окончил с отличием.
В 1957—1961 годах проходил службу в 27 НИИ ВМФ в городе Ленинграде. В 1961—1982 гг. проходил службу в Главном управлении кораблестроения ВМФ в городе Москве. Капитан 1 ранга. В 1979 г. награждён орденом Красной Звезды. В 1981 г. удостоен Государственной премии СССР за работу в области кораблестроения. Скончался в 1982 году в возрасте 57 лет, похоронен на Митинском кладбище в г. Москве.